# ۵۵ خرچنگ

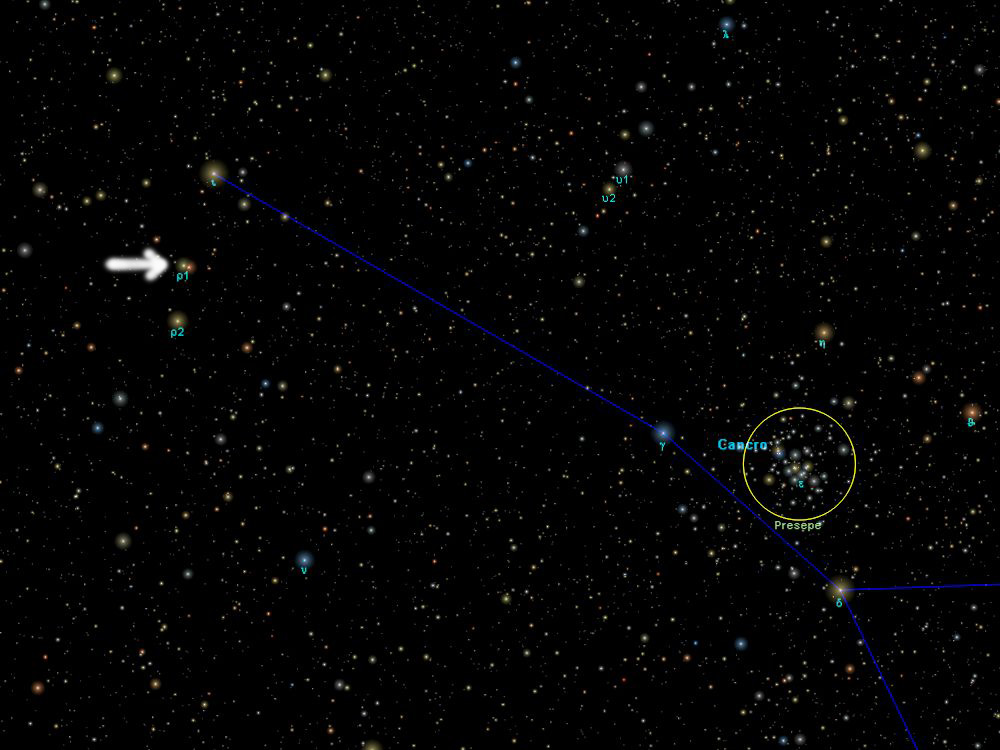
موقعیت ۵۵ خرچنگ (ρ1 Cnc)، کمان سفید

۵۵ خرچنگ یک ستاره است که در صورت فلکی خرچنگ قرار دارد.